# Powerslave
Powerslave er det 5. studiealbum fra det engelske heavy metal band Iron Maiden udgivet i 1984. Albummets cover og flere af sporene er påvirket af klassiske ægyptiske temaer. Det mest ambitiøse musikstykke er en musikalsk fortolkning af Samuel Taylor Coleridge's "Rime of the Ancient Mariner", hvor dele af det originale digt indgår i teksten. Det er samtidig den anden længste sang, Iron Maiden nogensinde har indspillet (13.37 minutter) - kun overgået af "Empire of the Clouds" fra The Book of Souls (2015). "Rime of the Ancient Mariner" var således Iron Maidens længste sang i hele 31 år. 
To af sporene 2 Minutes to Midnight og "Aces High" blev udgivet som singleplade. Begge numre indgår ofte i bandets livekoncerter og findes bl.a. på Live After Death.

## Spor
1. "Aces High" (Steve Harris) – 4:32
2. "2 Minutes to Midnight" (Bruce Dickinson, Adrian Smith) – 6:04
3. "Losfer Words (Big 'Orra)" (Instrumental) (Harris) – 4:15
4. "Flash of the Blade" (Dickinson) – 4:06
5. "The Duellists" (Harris) – 6:07
6. "Back in the Village" (Dickinson, Smith) – 5:03
7. "Powerslave" (Dickinson) – 7:11
8. "Rime of the Ancient Mariner" (Harris) – 13:37

## Besætning
- Bruce Dickinson – vokal
- Dave Murray – guitar
- Adrian Smith – guitar, backing vokal
- Steve Harris – bas guitar, backing vokal
- Nicko McBrain – trommer

stab
- Martin Birch – producer, engineer
- Frank Gibson – assistant engineer
- George Marino – mastering
- Simon Heyworth – remastering
- Derek Riggs – artwork, design, sleeve design, sleeve idea, sleeve illustration
- Rod Smallwood – design, sleeve design, sleeve idea
- Ross Halfin – photography
- Moshe Brakha – photography